# Neoseiulus aridus
Neoseiulus aridus är en spindeldjursart som först beskrevs av De Leon 1962b.  Neoseiulus aridus ingår i släktet Neoseiulus och familjen Phytoseiidae. Inga underarter finns listade i Catalogue of Life.